# Keveházi László
D. Keveházi László (Budapest, 1928. május 23. – Budapest, II. kerület, 2024. november 13.)  evangélikus lelkész, esperes, egyháztörténész.

## Életút

#### Korai évek
Apai és anyai ágon is lelkész felmenői voltak, ő azonban a negyedik gimnáziumi osztály elvégzése után a nagyváradi hadapród iskolába jelentkezett. A második világháborús front kiteljesedését követően az alma matert előbb Kőszegre, majd Ausztriába menekítették, ahol a diákok és tanáraik a szövetségesek fogságába kerültek. 1945 őszén tért haza, Magyarországra.  Édesapját időközben zsidóság-, és kommunizmusellenes beszédei és a szovjet hadsereg elleni lázítás miatt bebörtönözték, édesanyja egy szeretetotthon konyháján dolgozott, otthonukat elveszítették. Ekkor kereste fel Sztehlo Gábort, a gyermekmentő missziót folytató evangélikus lelkészt. Az intézmény befogadta, itt élt a következő néhány évben, és a közösség bizalmának jeleként ő lett a Gaudiopolis első miniszterelnöke. A Mátyás gimnáziumban érettségizett, majd egy évig kémia-fizika szakos hallgató volt a Pázmány Péter Tudományegyetemen.

#### Tanulmányai és munkássága
Egy súlyos betegség során ajándékba kapott Bibliát olvasva ébredt rá, hogy korábbi döntéseivel ellentétben a lelkészi szolgálat az ő útja. 1948-ban jelentkezett az evangélikus teológiára, ahova azonban családi háttere miatt nem vették fel. Ekkor Nagytarcsára ment és beiratkozott az ottani Missziói Intézetbe.  1950-ben az intézmény biztatására újból jelentkezett, és ekkor felvételt is nyert az akkor még Sopronban működő, majd Budapestre áthelyezett Teológiai Akadémiára. 1955-ben végzett, kitűnő eredménnyel. Első szolgálati helye Békéscsaba volt, ahol egyházmegyei segédlelkészként dolgozott. Önálló lelkészi munkáját a gerendási evangélikus gyülekezetben kezdte. 1958 őszén hívta meg szolgálatra a pilisi gyülekezet, ahol nyugdíjba vonulásáig, 1995-ig dolgozott feleségével együtt. 1977-ben a Pest Megyei Evangélikus Egyházmegye esperesévé választották. Ezt a tisztséget 1993-ig töltötte be. 1989 és 1997 között a Hittudományi Egyetemen egyháztörténetet oktatott.

#### Nyugdíjas évek
Nyugdíjba vonulása után tizenhat évig (1995-2011) Kőszegen élt.  Itt és a környékbeli gyülekezetekben még hosszú éveken át helyettes lelkészként dolgozott - legtovább a Nemescsó–Meszlen–Acsád–Kőszegdoroszlói Társult Evangélikus Egyházközségekben -, 2001-től a kőszegi Evangélikus Mezőgazdasági, Kereskedelmi, Informatikai Szakképző Iskola és Kollégium iskolalelkésze volt.
A kőszegi évek alatt újult erővel kezdett ismét egyháztörténettel foglalkozni, legtöbb könyve, tanulmánya ezekben az években jelent meg. „A kereszt igéjét hirdetni kezdtem” címmel Sztárai Mihályról írt monográfiája alapján 2005-ben megkapta a teológia díszdoktora címet.
2011-ben feleségével együtt beköltöztek az evangélikus egyház Hűvösvölgyben működő, nyugdíjas lelkészek számára létesített otthonába. Még ezekben az években is számos helyre hívták igét hirdetni, előadásokat tartani, több publikációja, fordítása is megjelent. Rendszeresen részt vett a Sztehlo Gáborhoz kapcsolódó eseményeken, rendezvényeken.
Még a teológián ismerte meg későbbi feleségét, a szintén ott hallgató Czégényi Klárát, akivel 1956. augusztus 12-én kötöttek házasságot Kőszegen. Házasságukból három lányuk született, kilenc unokájuk és hat dédunokájuk van. Feleségét 63 év házasság után, 2019 januárjában veszítette el. Rövid betegség után, élete 97. évében, 2024. november 13-án érte a halál.

## Tudományos tevékenység

### Kutatási terület
- Egyetemes egyházi missziótörténet
- A hazai reformáció története
- Hazai és egyetemes egyháztörténet

### Tudományos fokozat
- Evangélikus Hittudományi Egyetem díszdoktora

### Publikációk
- "Befogadtatok". A Magyarországi Evangélikus Egyház szeretet otthonai; szerk. Keveházi László, Muncz Frigyes, Tekus Ottó; Bp., 1986, Magyarországi Evangélikus Egyház Sajtóosztálya
- "Kit küldjek el?". Kunos Jenő élete és szolgálata ; Piliscsaba, 2001, Fébé (Külmissziói kiskönyvtár)
- "Tegyetek tanítvánnyá minden népet". Egyetemes missziótörténeti vázlat; Evangélikus Sajtóosztály, Bp., 2001
- Hívására indultunk. Aranydiplomás evangélikus lelkészek vallomásai, 1950-1955 + 1951-1956; szerk. Keveházi László, Missura Tibor ; s.l., 2005, s.n.
- "A kereszt igéjét hirdetni kezdtem". Sztárai Mihály élete és szolgálata; Bp., 2005, Luther (Testes veritatis)
- Podmaniczky Pál, a misszió professzora; Bp., 2006, Magyarországi Evangélikus Külmissziói Egyesület,  (Külmissziói kiskönyvtár)
- Szorongató igék. Gyenesdiás, 2004. június 15-17.; Győr, 2006, Nyugati (Dunántúli) Evangélikus Egyházkerület (Egyházkerületi füzetek)
- 100 éve született Sztehlo Gábor;  Bp., 2009, Luther
- A 225 éves pilisi evangélikus templom története / A Pilisi Evangélikus Egyházközség története a második világháború végétől napjainkig. In: "Szolgáljatok az Úrnak örömmel..., menjetek be kapuin hálaénekkel" ; összeáll. Pángyánszky Ágnes ; Pilis, 2009, Pilisi Evangélikus Egyházközség
- "Irgalmasságot akarok". A diakónia bibliai alapjai és vázlatos története; Bp., 2010, Luther
- Isten nagy dolgokat kicsiny kezdetből szokott elindítani; Bp., 2010, Luther
- A reformációtól - napjainkig  /  [készítette a Nyugati Dunántúli Evangélikus Egyházkerület ... a szerkesztőbizottság vezetője Keveházi László ; Győr, 2011, Nyugati Dunántúli Evangélikus Egyház
- "Így leszel áldás". Túrmezei Erzsébet élete és szolgálata; Bp., 2012, Luther
- Sztehlo-gyerekek voltunk  /  [szerk. Andrási Andor, Laborczi Dóra] ; Budapest, 2018, Luther
- Teleki László tervezete egy magyar tudós társaságról 1810. /  [Ford. Keveházi László] ; (Budapest), 2023, Magyar Tudományos Akadémia, Könyvtár és Információs Központ